# Pseudacherontides
Genre
Pseudacherontides est un genre de collemboles de la famille des Hypogastruridae.

## Distribution
Les espèces de ce genre se rencontrent en zone paléarctique.

## Liste des espèces
Selon Checklist of the Collembola of the World (version du 12 novembre 2019) :
- Pseudacherontides aspinatus (Stach, 1959)
- Pseudacherontides bisetosus (Stach, 1959)
- Pseudacherontides bulgaricus (Martynova, Sosnina, Visotzkaya, Atanasov & Markov, 1971)
- Pseudacherontides crassus (Stach, 1959)
- Pseudacherontides edaphicus (Yosii, 1971)
- Pseudacherontides spelaeus (Ionesco, 1922)
- Pseudacherontides stachi (Ljovushkin, 1972)
- Pseudacherontides vivax (Yosii, 1956)
- Pseudacherontides zenkevitchi Djanaschvili, 1971

## Publication originale
- Djanaschvili, 1971 : « Hypogastrurida (Collembola) devoid of eyes and postantennal organ from the Transcaucasian caves ». Zoologichesky Zhurnal, vol. 50, p. 666-676.